# Byung Hun
Lee Byung-hun (Hangul: 이병헌; Gunsan, 23 de noviembre de 1993) es un actor y cantante surcoreano más conocido como Byung Hun. Fue miembro del grupo musical Teen Top.

## Biografía
Estudió en Sunset High School en Oregón y en el "Korea Arts High School" en Corea del Sur.

## Carrera
Es miembro de la agencia "Tan Entertainment" (탄엔터테인먼트). Previamente fue miembro de la agencia "The Kim Company".

### Televisión y cine
En 2014 apareció como invitado en el séptimo episodio de la serie Flower Grandpa Investigation Unit donde dio vida al estudiante Uhm Shi-woo.
En abril del 2016 se unió al elenco recurrente de la serie Entertainer donde interpretó a Seo Jae-hoon, un estudiante de la Universidad de Seúl perteneciente a una familia adinerada, que le encanta tocar la batería y se convierte en miembro de la banda "Tantara/Ddandara" junto a Kail (Gong Myung) y Na Yun-soo (Lee Tae-sun).
En septiembre del mismo año se unió al elenco principal de la película coreana-japonesa Trumpet of the Cliff donde dio vida a Zio, un joven que ama tocar la trompeta.
El 18 de abril del 2017 anunció que empezaría a promover todas sus actividades bajo el nombre Byung Hun.
En julio del 2018 se unió al elenco recurrente de la serie Let's Eat 3 interpretando a Kim Jin-seok, el amigo de Goo Dae-young (Yoon Doo-joon).
En noviembre del mismo año se unió al elenco recurrente de la serie A Pledge to God donde dio vida a Jo Seung-hoon, el hijo de Kim Jae-hee (Oh Hyun-kyung) y un miembro de "Cheonji Construction".
En abril del 2019 se unió al elenco recurrente de la serie The Nokdu Flower donde interpretó a Beon Gae, el mensajero del comandante Choi Kyung-seon (Min Sung-wook).
En julio del mismo año se unió al elenco recurrente de la serie Class of Lies (también conocida como "Mr. Temporary") donde dio vida a Ahn Byeong-ho, un estudiante que entra a la escuela de élite  "Chunmyung High School" a través de un programa que brinda apoyo a hijos de hogares con bajos ingresos. Debido a su estatus social es intimidado por sus compañeros de clases y llamado "Bundle"/"Porter", por lo que se siente alienado.
En abril del 2020 se unió al elenco recurrente de la serie When My Love Blooms (también conocida como "The Most Beautiful Moment in Life") donde interpretó a Joo Young-woo, un estudiante del departamento de leyes en la década de los 90's que se enamora de Yoon Ji-soo (Jeon So-nee) cuando la conoce.

### Música
Fue miembro de la agencia "TOP Media".
En el 2010 debutó como miembro del grupo de k-pop Teen Top bajo el nombre artístico de L.Joe (Hangul: 엘조) junto a C.A.P, Chunji, Niel, Ricky y Changjo. En el grupo donde mantenía una de las posiciones de bailarín y rapero. Sin embargo el 9 de febrero del 2017 solicitó la terminación de su contrato y dejó el grupo. Poco después en septiembre del mismo año la agencia "TOP Media" presentó una demanda en su contra por daños y perjuicios por el incumplimiento de su contrato exclusivo, pero finalmente el 16 de mayo anunciaron que habían retirado la demanda, después de llegar a un acuerdo mutuo.
En diciembre del 2012 participó en el proyecto presentado por SBS Gayo Daejun: The Color of Kpop donde formó parte de la unidad "Dynamic BLACK" junto a Lee Gi-kwang, Jeong Jin-woon, Hoya y Lee Joon donde interpretaron la canción "Yesterday" compuesta por Shinsadong Tiger y LE.

## Filmografía

### Series de televisión
| Año         | Título                            | Personaje                | Notas                     |
| ----------- | --------------------------------- | ------------------------ | ------------------------- |
| 2021        | Our Neighborhood                  | -                        |                           |
| 2020        | When My Love Blooms               | Joo Young-woo (de joven) |                           |
| 2019        | Melting Me Softly                 | Kim Jin                  | 3 episodios               |
| 2019        | Class of Lies                     | Ahn Byeong-ho            |                           |
| 2019        | The Nokdu Flower                  | Beon Gae                 |                           |
| 2018 - 2019 | A Pledge to God                   | Jo Seung-hoon            |                           |
| 2018        | Devil Inspector 2                 | Lee In-gyoo              | (Serie web)               |
| 2018        | Let's Eat 3                       | Kim Jin-seok             |                           |
| 2016        | Everyday New Face                 | Kang Woon                | 12 episodios              |
| 2016        | Entertainer                       | Seo Jae-hoon             |                           |
| 2015        | Missing Noir M                    | Yang Jeong-ho            | ep. #7                    |
| 2015        | Drama Special: Magic Bottle       | Gong Byung-man           | 3 episodios - (drama web) |
| 2014        | Entertain Us                      | L.Joe                    | 6 episodios               |
| 2014        | Flower Grandpa Investigation Unit | Uhm Shi-woo              | ep. #7                    |
| 2010        | I Am Legend                       | -                        | junto a Teen Top          |
| 2008        | Hahanio                           | -                        |                           |
| 2001        | I Love You                        | -                        |                           |

### Películas
| Año  | Título               | Personaje | Notas                                                              |
| ---- | -------------------- | --------- | ------------------------------------------------------------------ |
| 2016 | Trumpet of the Cliff | Zio       | junto a Nanami Sakuraba, Nene Otsuka, Takuro Tatsumi y Yūki Kubota |

### Programas de variedades
| Año                         | Programa                                 | Notas |
| --------------------------- | ---------------------------------------- | --- |
| 2018, 2019                  | Video Star: Season 2                     | invitado - (ep. #104, 132)                                                                                              |
| 2016                        | The Boss is Watching                     | participantes - junto a Teen Top                                                                                        |
| 2015                        | Match Made in Heaven Returns             | (ep. #4-5) |
| 2015                        | A Song For You 4                         | invitados - (ep. #1) - junto a Teen Top                                                                                 |
| 2015 2012, 2013, 2014, 2015 | Weekly Idol                              | invitados - (ep. #188) - junto a Niel, C.A.P y Ricky invitados - (ep. #31-32, 49, 91, 115, 167, 205) - junto a Teen Top |
| 2015                        | Mnet 4 Things Show: Outrageous Interview | junto a Teen Top |
| 2015                        | KBS Yettie TV                            | junto a C.A.P, Chunji, Ricky y Changjo                                                                                  |
| 2014, 2015                  | A Song For You 3                         | invitados - (ep. #10, 24) - junto a Teen Top                                                                            |
| 2014                        | After School Club                        | invitados - (ep. #101) - junto a Teen Top                                                                               |
| 2014                        | Hidden Singer: Season 3                  | panelistas - (ep. #6) - junto a Chunji y Niel                                                                           |
| 2014                        | Star King                                | invitados - junto a Chunji y Ricky                                                                                      |
| 2014                        | Pops In Seul                             | |
| 2014                        | Arirang TV Simply KPOP                   | junto a Teen Top |
| 2014                        | KBS1: Love Request                       | |
| 2013                        | A Song For You 1                         | invitados - (ep. #5) - junto a Teen Top                                                                                 |
| 2012, 2013, 2014, 2015      | Immortal Songs: Singing the Legend       | invitados - (ep. #50, 67-68, 82, 95, 129-130, 161, 170, 229) - junto a Teen Top                                         |
| 2011                        | MBC Flower Bouquet                       | (ep. #8) |
| 2010                        | MNET Scandal                             | invitados - junto a C.A.P                                                                                               |
| 2010                        | Star Cam                                 | invitados - junto a Teen Top                                                                                            |
| 2010                        | Kara Bakery                              | |

### Teatro
| Año  | Obra                        | Notas  |
| ---- | --------------------------- | ------ |
| 2017 | Factory Manager Writer Bong | [ 25 ] |

### Reality shows
| Año  | Título                      | Notas                          |
| ---- | --------------------------- | ------------------------------ |
| 2014 | Teen Top Never Stop in Guam | 6 episodios - junto a Teen Top |

### Eventos
| Año  | Evento                                                  | Notas                            |
| ---- | ------------------------------------------------------- | -------------------------------- |
| 2017 | 2017 Idol Star Athletics Championships                  | participantes - junto a Teen Top |
| 2016 | 2016 Idol Star Olympics Championships New Year Special  | participantes - junto a Teen Top |
| 2015 | 2015 Idol Star Athletics Championships Chuseok Special  | participantes - junto a Teen Top |
| 2015 | 2015 Idol Star Athletics Championships New Year Special | participantes - junto a Teen Top |
| 2014 | MBC Idol Music Festival: Kpop Expo in Asia              | junto a Teen Top                 |
| 2014 | MBC Infinie Dream Concert                               | junto a Teen Top                 |
| 2014 | KBS Open Concert                                        | junto a Teen Top                 |
| 2013 | 2013 Idol Star Olympics Championships Chuseok Special   | participantes - junto a Teen Top |
| 2013 | 2013 Idol Star Athletics Championships New Year Special | participantes - junto a Teen Top |
| 2012 | 2012 Idol Star Olympics Championships                   | participantes - junto a Teen Top |
| 2012 | 2012 Idol Star Athletics – Swimming Championships       | participantes - junto a Teen Top |
| 2011 | 2011 Idol Star Athletics Championships                  | participantes - junto a Teen Top |

### Anuncios
| Año  | Título                       | Notas            |
| ---- | ---------------------------- | ---------------- |
| 2015 | Military Watch Company (MWC) |                  |
| 2012 | Sketcher                     | junto a Teen Top |
| 2012 | Be Atoy                      | junto a Teen Top |
| 2012 | Michiko London               | junto a Teen Top |
| 2011 | BSQT CF                      |                  |

## Discografía

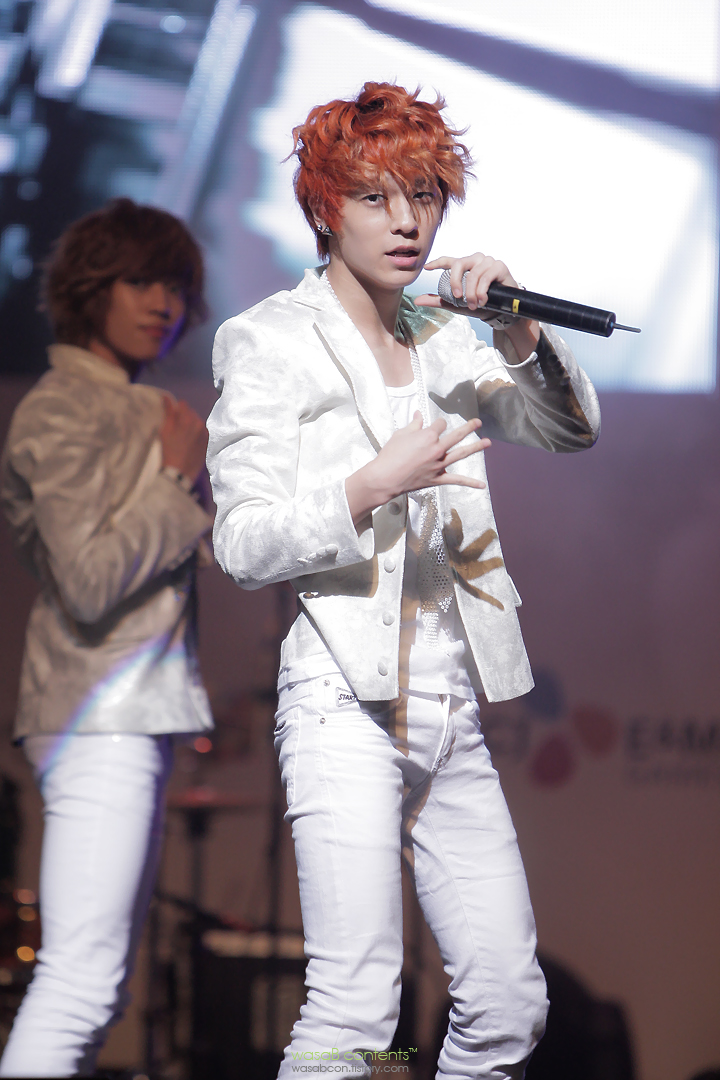
L.Joe junto a Teen Top en el 2011.

### Colaboraciones
| Año  | Artista (as)          | Canción           | Notas |
| ---- | --------------------- | ----------------- | ----- |
| 2015 | G.NA ft. Jung Il-hoon | "Oops"            | -     |
| -    | Niel                  | "Lady"            | -     |
| -    | Stephanie Kim         | "Back To The Top" | -     |

### Composiciones y letras

#### Composición
| Año  | Álbum            | Canción     | Notas |
| ---- | ---------------- | ----------- | ----- |
| 2014 | Éxito Mini Álbum | 1. "LOVE U" |       |

#### Composición y letras
| Año  | Álbum                         | Canción                       | Notas         |
| ---- | ----------------------------- | ----------------------------- | ------------- |
| 2016 | Red Point Mini Álbum          | 1. "Day after Day" (기다리죠) |               |
| 2014 | Repackage 20's Love Two Éxito | 1. "I'm Sorry"                | junto a C.A.P |

#### Letras
| Año  | Álbum                     | Canción (es)                                                        | Notas                  |
| ---- | ------------------------- | ------------------------------------------------------------------- | ---------------------- |
| 2016 | Red Point Mini Álbum      | 1. "Warnig Sing" (사각지대) 2. "Please, Don't Go" (가지마) 3. "Day" |                        |
| 2015 | Natural Born Mini Álbum   | 1. "Hot Like Fire" 2. "Please" (그 전화 받지마)                     | - junto a Niel y C.A.P |
| 2013 | Teen Top Class Mini Álbum | 1. "Rock Star"                                                      | junto a C.A.P          |

## Premios y nominaciones
| Año  | Categoría                                                               | Premio          | Trabajo          | Resultado |
| ---- | ----------------------------------------------------------------------- | --------------- | ---------------- | --------- |
| 2019 | Best Supporting Team (junto a Ahn Kil-kang, Jung Kyu-soo y No Haeng-na) | SBS Drama Award | The Nokdu Flower | Nominados |